# Forcipulatida
Los forcipulátidos (Forcipulatida) son un orden de equinodermos asteroideos. Se caracterizan por presentar pedicelarios forcipulados que normalmente son bien visibles en la superficie del cuerpo. Contiene unas 300 especies en 68 géneros y 6 familias.
Presentan 5 radios o más, estos son cilíndricos en la parte basal; los arcos interradiales son casi siempre agudos. El esqueleto forma una retícula más o menos abierta. El disco es relativamente pequeño y a menudo está bien definido. Las placas marginales son poco aparentes. Las placas abactinales nunca son paxiliformes, ni escamosas. Las espinas están aisladas o agrupadas formando retículos, o bien, en series transversales y longitudinales; las placas a veces se atrofian en los adultos o quedan escondidas en la piel. Las placas ambulacrales son numerosas, muy pequeñas y comprimidas, a menudo escalonadas. Los pedicelarios están muy modificados, pueden forcipiformes o forficiformes. Los pies ambulacrales generalmente son tetraseriados, con ventosa terminal.

## Taxonomía
Los forcipulátidos incluyen seis familias:
- Asteriidae
- Heliasteridae
- Labidiasteridae
- Neomorphasteridae
- Pedicellasteridae
- Zoroasteridae